# تيريزا دوران
تيريزا دوران (بالإسبانية: Teresa Duran i Armengol)‏ هي كاتِبة وكاتبة للأطفال إسبانية، ولدت في 16 ديسمبر 1949 في برشلونة في إسبانيا.